# Zadar
| \| \| \| \| Posição de Zadar na Croácia \| \| |                      |
| Condado                                       | Zadar                |
| Área                                          | 143,35km²            |
| Localização                                   | 44° 06′ N, 15° 13′ L |
| População                                     | 72.718               |
|                                               |                      |
| Posição de Zadar na Croácia                   |                      |

Zadar (em italiano Zara) é uma cidade da Croácia, na costa leste do Mar Adriático, é a capital do condado de Zadar. Sua população é de 72.718 habitantes, dos quais 92,77% são de origem croata (censo de 2001).
Durante a Quarta Cruzada, a cidade de Zadar (na época mais conhecida como Zara) foi, tal como Constantinopla, saqueada pelos exércitos financiados por Veneza.
Era conhecida como Iader no período romano.
Os santos padroeiros da cidade são Anastácia de Sirmio e Crisógono.
Em 2005 foi aberto ao público o órgão do mar, um gigantesco órgão de tubos instalado abaixo de grandes degraus de mármore à beira-mar, que produz sons através do vento e das ondas.

## Imagens

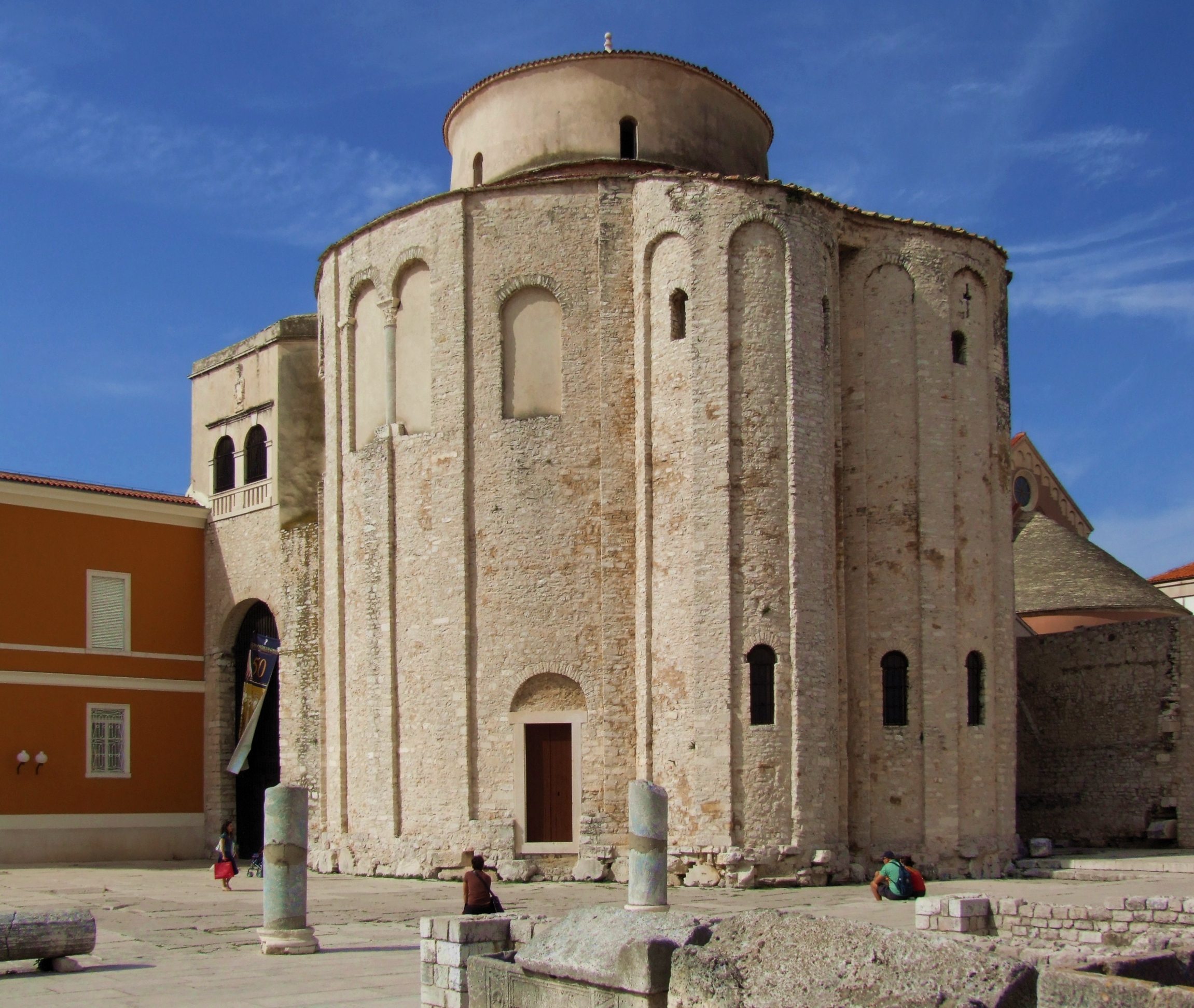
Igreja de São Donato
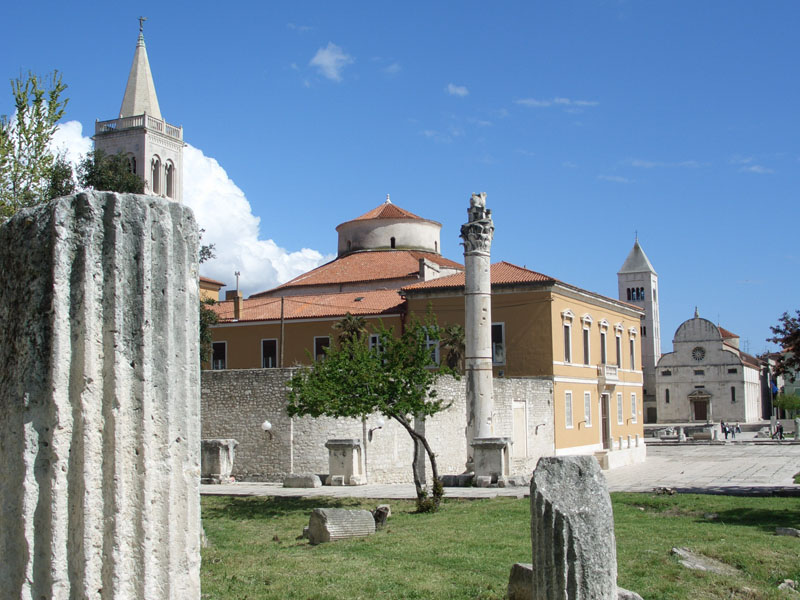
Fórum romano
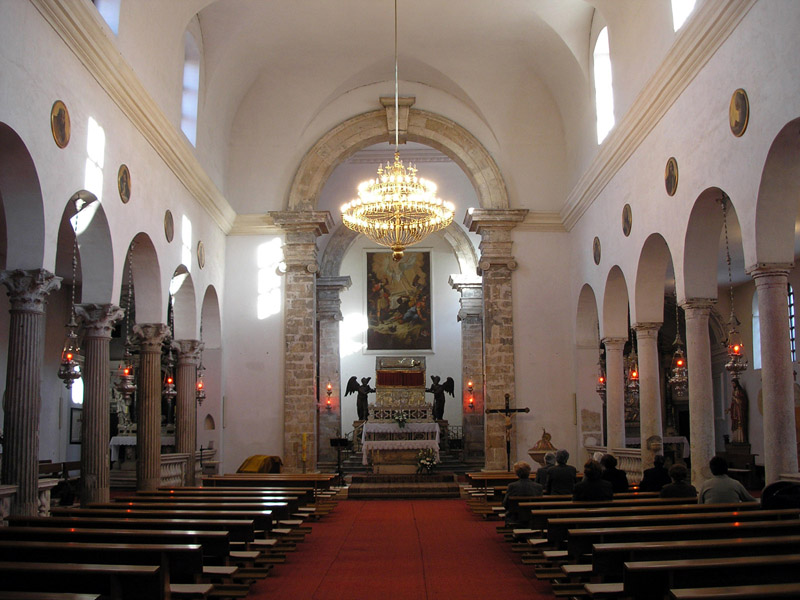
Igreja de São Simão
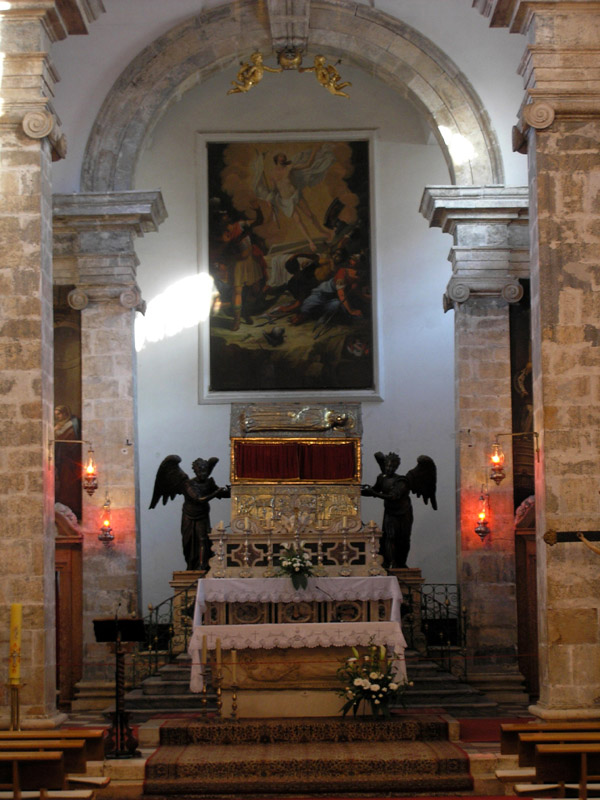
Igreja de São Simão
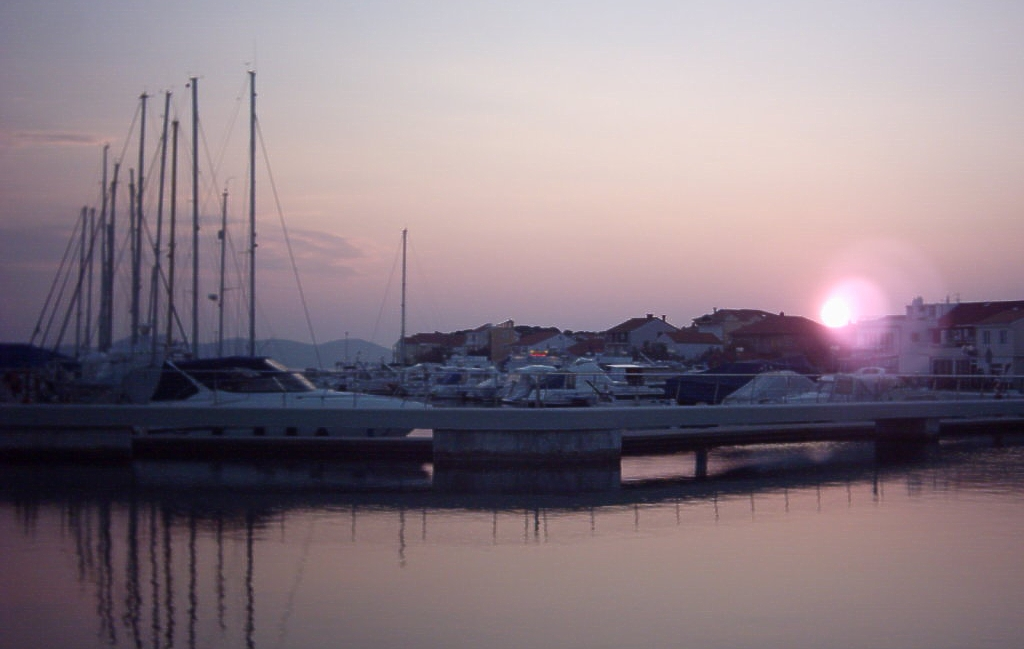
Pôr-do-sol na marina
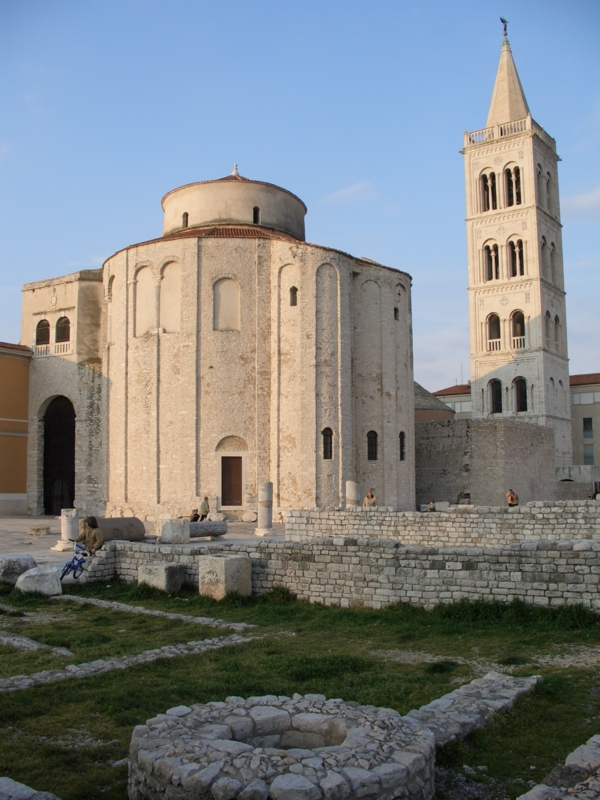
Igreja de São Donato e Fórum romano
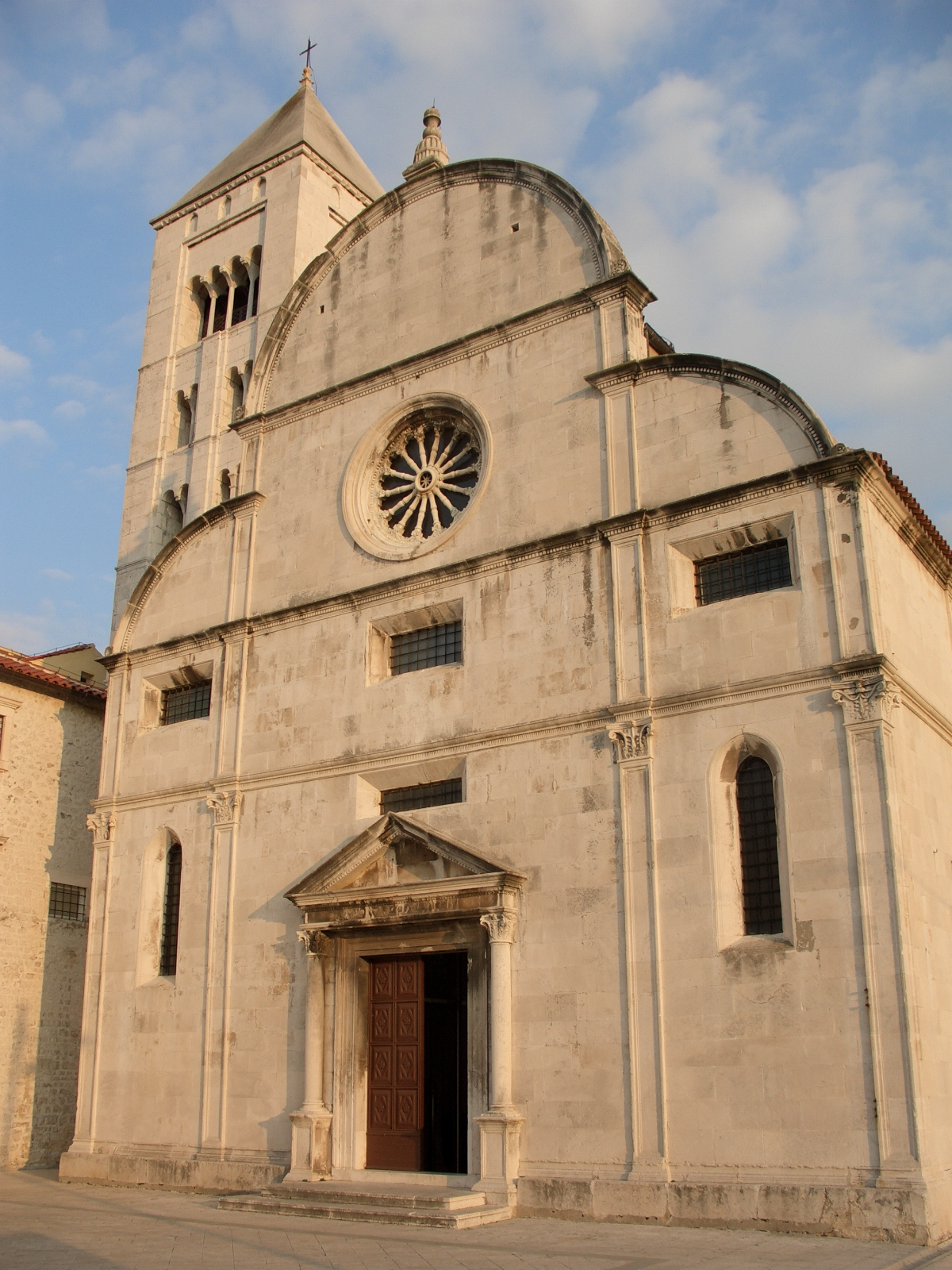
Igreja de Santa Maria
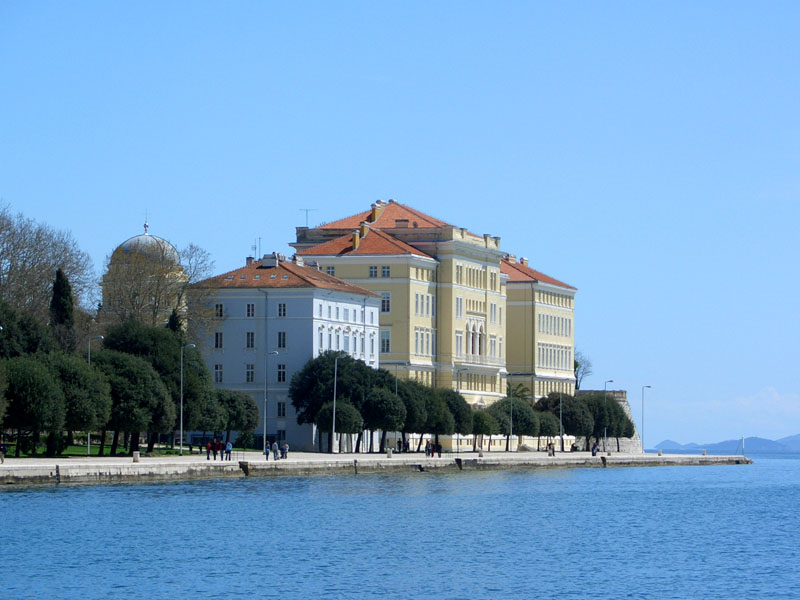
Universidade (1396)
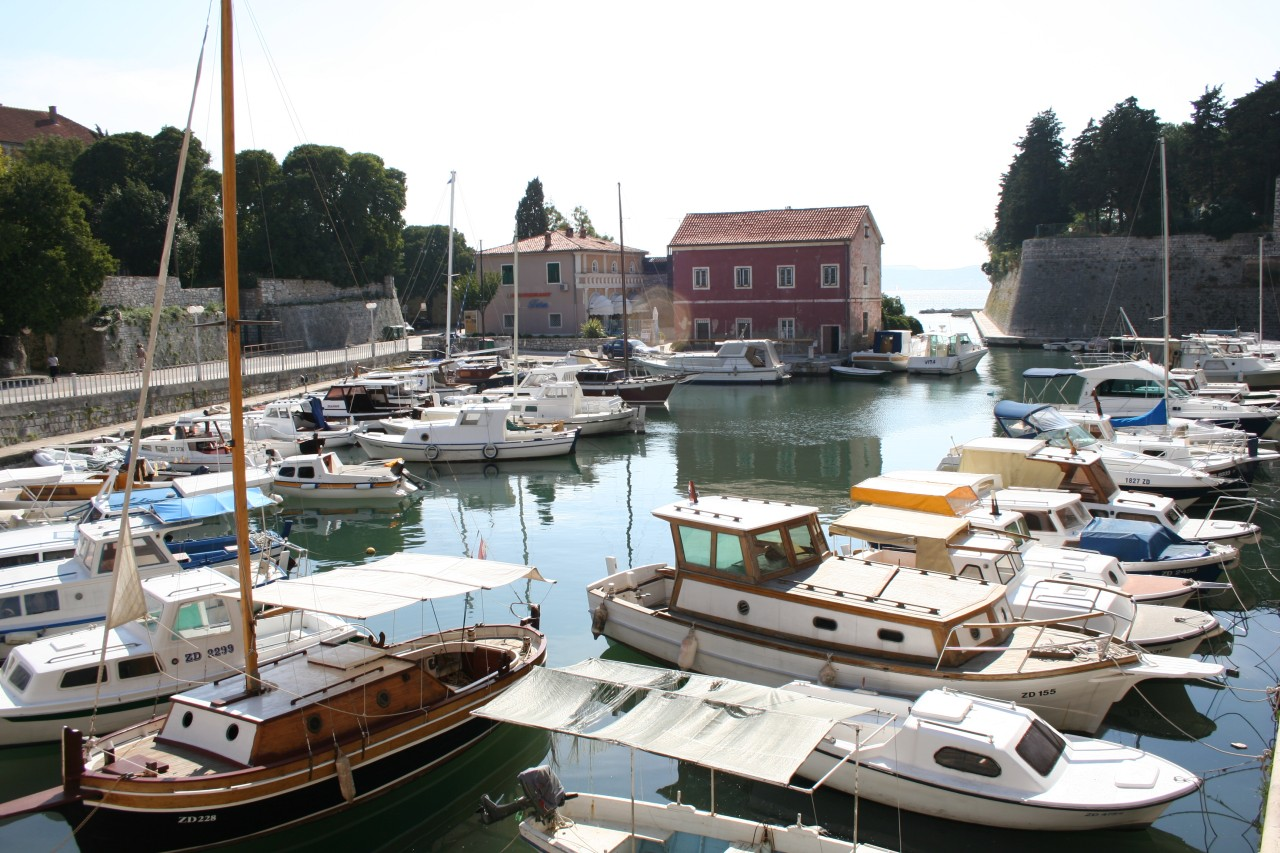
Marina
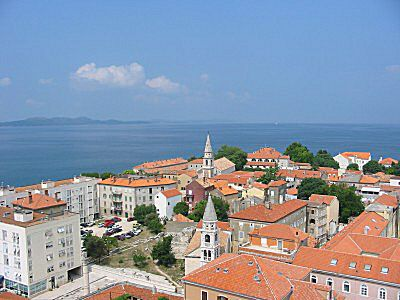
Zadar - Vista panorâmica
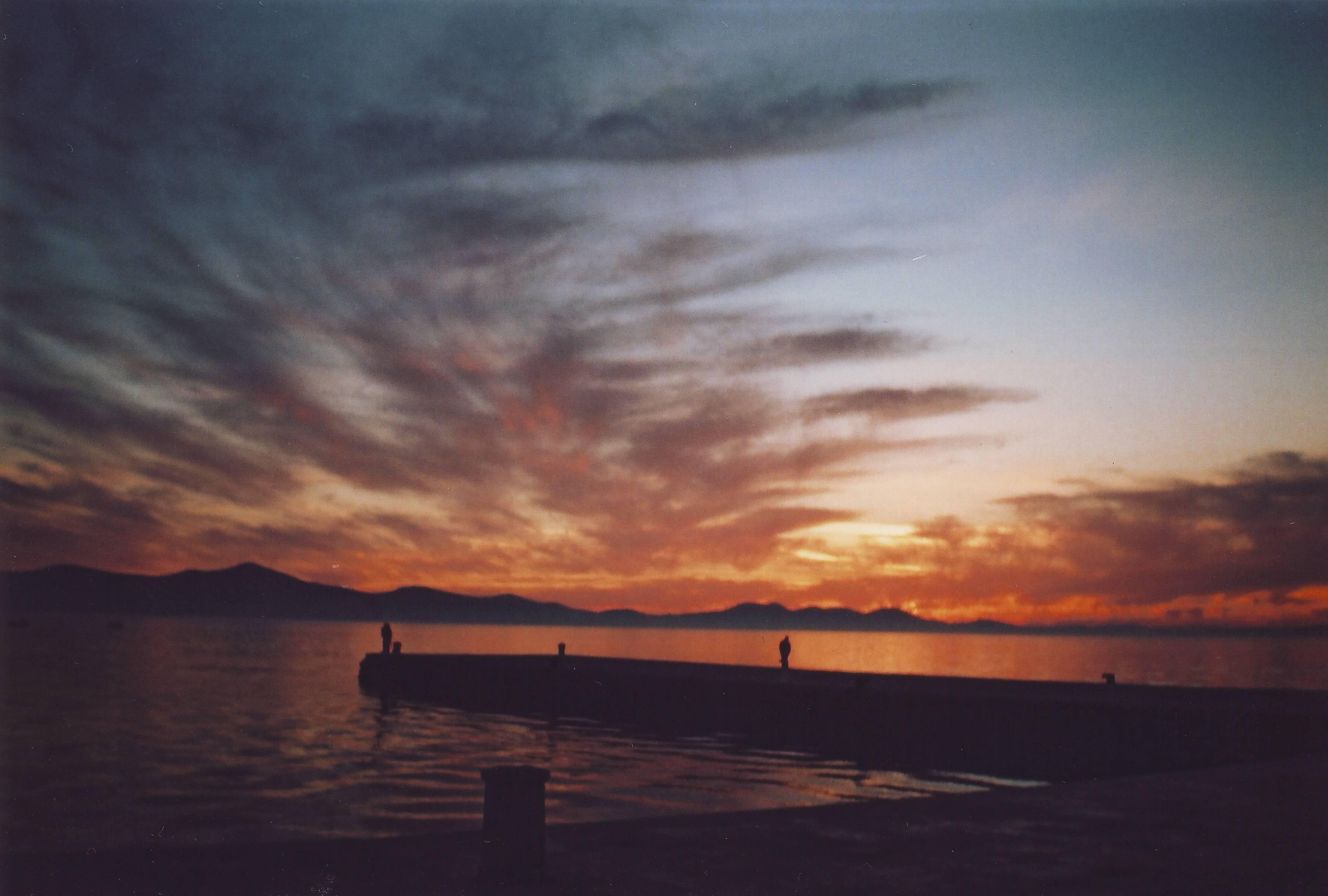
Pôr-do-sol em Zadar
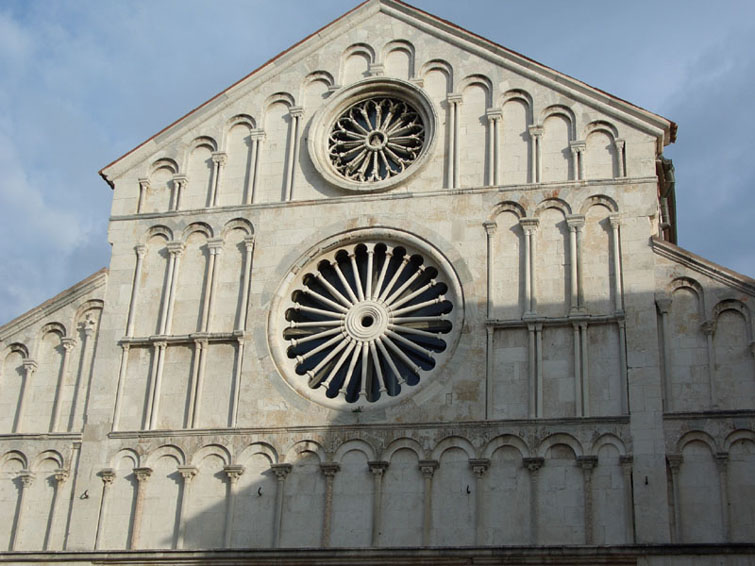
Catedral Santa Anastácia
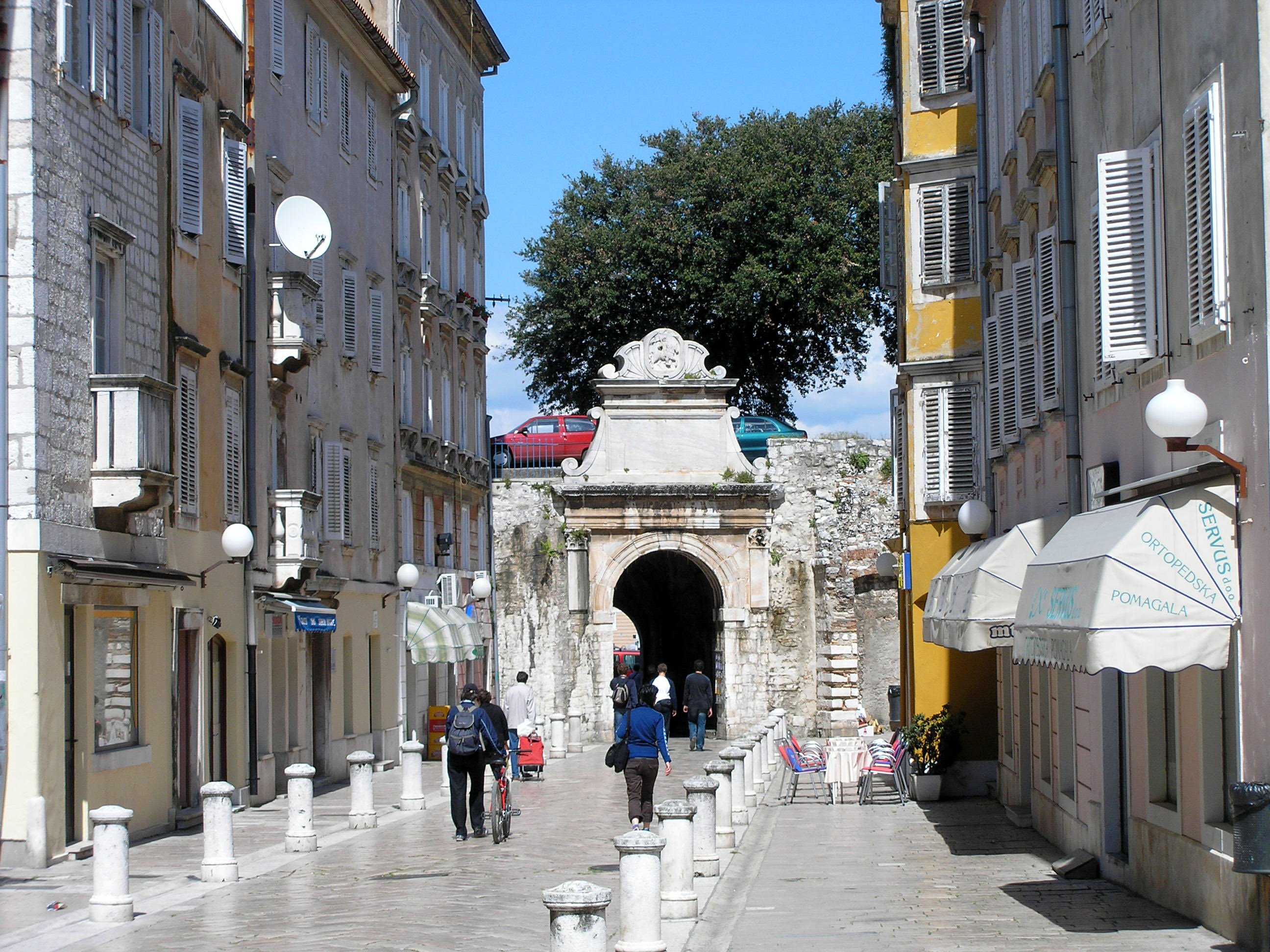
Porta Marina
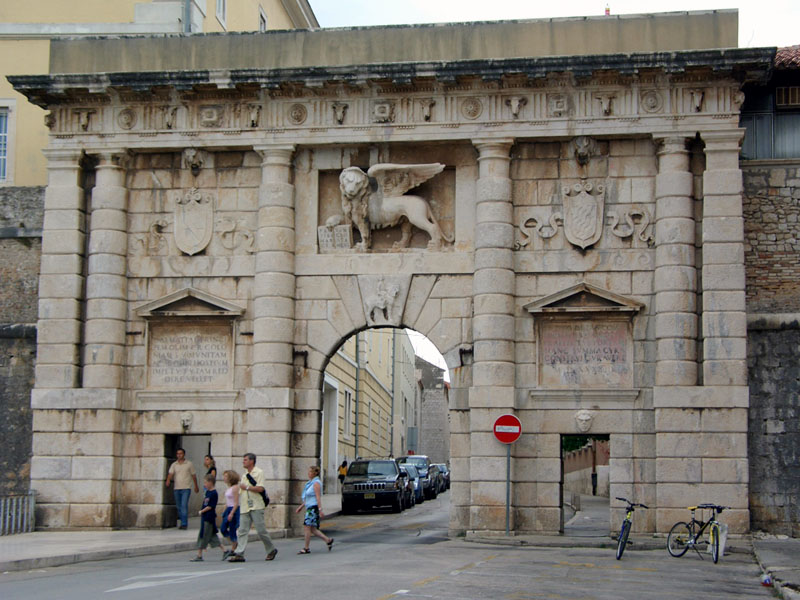
Porta Terraferma
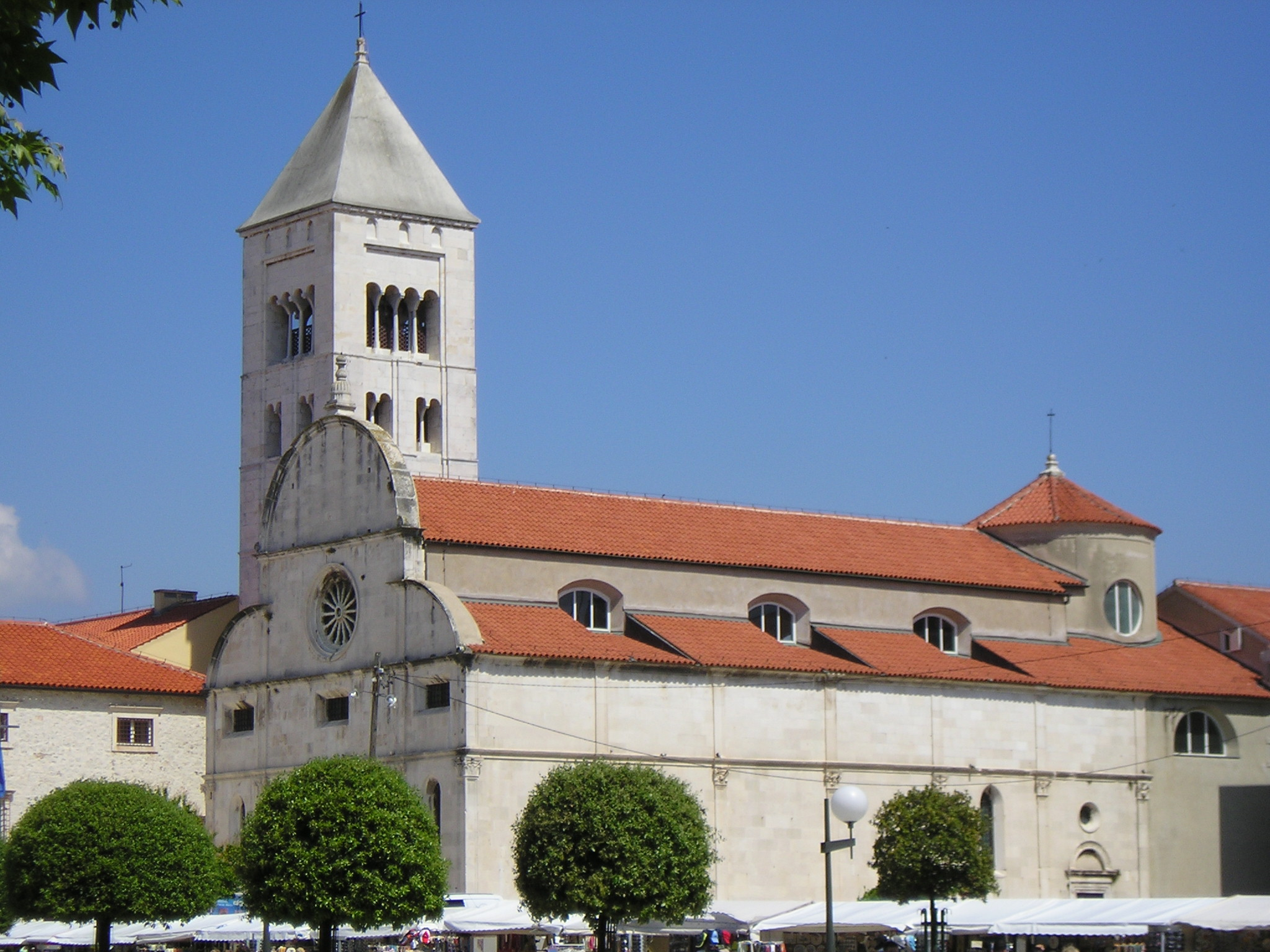
Igreja de Santa Maria
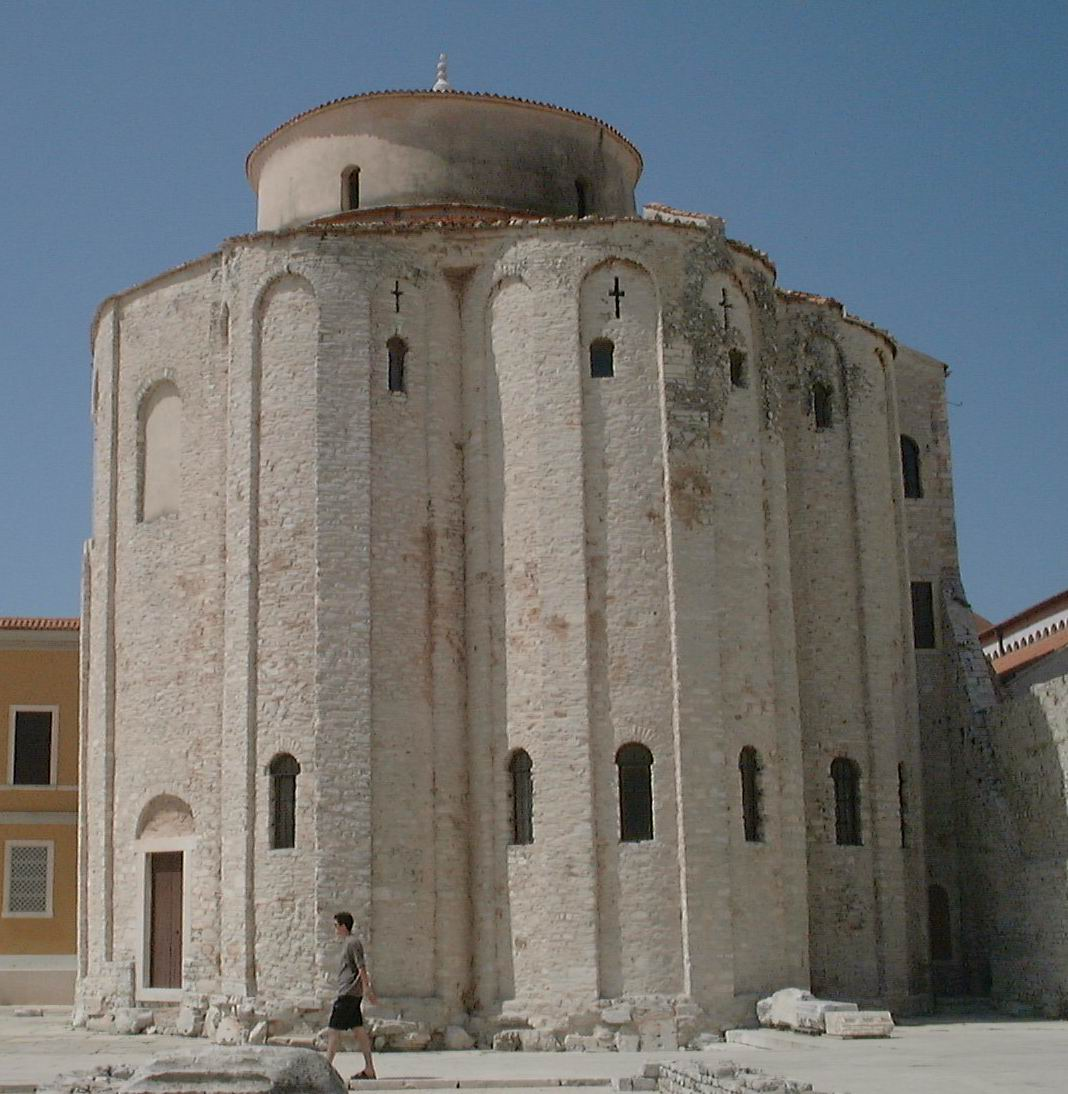
Igreja de São Donato